# Ruokosaari (ö i Södra Karelen, Villmanstrand, lat 60,99, long 27,85)
Ruokosaari är en ö i Finland. Den ligger i sjön Kivijärvi och i kommunen Klemis i den ekonomiska regionen  Villmanstrands ekonomiska region  och landskapet Södra Karelen, i den södra delen av landet, 180 km nordost om huvudstaden Helsingfors. Öns största längd är 100 meter i öst-västlig riktning.